# Liste der Naturschutzgebiete in Zweibrücken
Im rheinland-pfälzischen Zweibrücken gibt es ein Naturschutzgebiet.
| Name                          | Bild | Kennung               | Kreis       | Einzelheiten | Position | Fläche Hektar | Datum |
| ----------------------------- | ---- | --------------------- | ----------- | --- | -------- | ------------- | ----- |
| Alte Tongrube                 |      | 7320-082 WDPA: 162100 | Zweibrücken | Stadtteil Mörsbach feuchtes bis wechselfeuchtes Biotop als Standort von Pflanzenarten und ihren Pflanzengesellschaften sowie als Lebensraum bedrohter Tierarten | ⊙        | 1,58          | 1986  |
| Legende für Naturschutzgebiet |      |                       |             | |          |               |       |